# 郑懿
郑懿（？—510年），字景伯，荥阳郡开封县（今河南省开封市祥符区）人，出自荥阳郑氏北祖第六房，北魏官员。

## 生平
郑懿广泛阅读经书史籍，善于处置世事，以中散、尚书郎为起家官，略微升任骠骑长史、尚书吏部郎、太子中庶子，袭爵荥阳伯。郑懿娴静文雅有行政能力，受到魏孝文帝元宏的器重礼遇，出任长兼给事黄门侍郎、司徒左长史。魏宣武帝元恪初年，因为郑懿的堂弟郑思和参与了咸阳王元禧叛乱，郑懿和弟弟通直常侍郑道昭都因为与郑思和是缌亲的亲属关系被免除入宫职务，出任太常少卿，加冠军将军，外任征虏将军、齐州刺史，很快进号平东将军。郑懿喜好劝导百姓纳税，善于断绝案件，虽然不够清廉，但施行仁义后收取财物，百姓还是思念他。永平三年（510年），郑懿去世，朝廷赠予平东将军、兖州刺史，谥号穆。

## 其他
太和十八年冬，郑懿随从魏孝文帝南征沔水和汉江地区，太和十九年正月辛未朔（495年2月11日），魏孝文帝在悬瓠的方丈竹堂宴请侍臣，郑懿和弟弟郑道昭都参加陪座。当乐声悠扬酒兴正浓时，魏孝文帝唱道：“白日光天没有不照耀的地方，只是江南那一角没有照临。”彭城王元勰接着唱道：“愿随从圣明的君主登衡、会，万国献忠诚统一江南。”郑懿唱道：“云雷大震啊天门开，所有的地方都归顺用皇朝的正历。”

## 家庭

### 父母
- 郑羲，北魏安东将军、秘书监、南阳文灵公
- 赵郡李氏，北魏尚书、宣城文昭公李孝伯之女

### 兄弟姐妹
- 郑道昭，北魏平南将军、秘书监
- 郑氏，嫁北魏显武将军、司徒司马、始丰子李元茂
- 郑氏，嫁北魏散骑常侍、太子詹事、七兵殿中吏部三尚书、中军大将军、兖秦相并冀定雍七州刺史、司空公、姑臧伯李韶
- 郑氏，嫁北魏太子中庶子、侍中、吏部尚书、徐雍冀三州刺史卢昶
- 郑氏，嫁北魏给事黄门侍郎、侍中、殿中尚书、秦州刺史、平陆侯张彝
- 郑氏，嫁北魏国子博士、廷尉卿崔逸
- 郑穆姬，魏孝文帝妃嫔

### 子女
- 郑恭业，东魏荥阳伯
- 郑妃，嫁北海王元详[5][6][7]
- 郑氏，元恂右孺子[8][9][10][11]
- 郑氏，嫁北魏前将军、南赵郡内史、始丰子李秀之